# أزرق ياقوتي

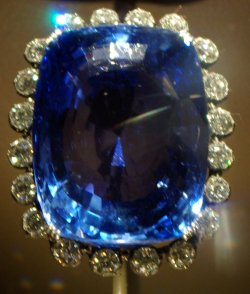
ياقوتة لوجان السابعة

الأزرق الياقوتي (بالإنجليزية: Sapphire)‏ أو السافيري هو أحد درجات اللون الأزرق المشبع، ويشير الاسم إلى جوهرة تحمل نفس الاسم. اللون موجود غالبا في الياقوت وهذا اللون الأكثر شيوعا في مجموعة من تدريجات الأزرق على الرغم من أنها يمكن أن تكون متعددة الدرجات ومن ألوان مختلفة.

## درجات اللون الياقوتي الأزرق (السافيري)
أزرق سافيريّ: 
معروض على اليسار، اللون الأزرق السافيريّ (بالإنجليزية: Sapphire Blue)‏.

سافيريّ متوسط: 
اللون السافيري المتوسط (بالإنجليزية: Medium Sapphire)‏، هو نفسه اللون سافيريّ في Gem Tones الخاصة بكريولا، وهي مجموعة من 16 لوناً شمعياً خاصاً، صنعتها كريولا عام 1994.

سافيريّ أزرق: 
معروض على اليسار، اللون السافيري الأزرق (بالإنجليزية: Blue Sapphire)‏

سافيريّ داكن:
معروض على اليسار، اللون السافيري الداكن (بالإنجليزية: Dark Sapphire)‏ وهو أحد ظلال اللون السافيري.